# 酸蚀
酸蚀是一种牙齿磨损現象，指的是酸（非细菌帶來）溶解牙齒後牙齒出現磨損狀況，牙齒磨損情況不可逆转。牙齿糜烂是5-17岁儿童最常见的慢性疾病。飲用果汁是造成牙齒酸蚀的原因之一。酸蚀的過程先从牙釉质开始，牙釉质变薄後，腐蝕過程蔓延至牙本質，此時牙齿呈现暗黄色，並引發牙本质过敏。
引起牙齒腐蚀最常见原因是飲用酸性食物和饮料（例如果汁）。一般来说，PH值低于5.0-5.7的食物和饮料都会引发牙齿腐蚀。许多临床和实验室报告都将牙齒糜烂与饮用過多的饮料联系起来。一些酒精和水果饮料、橙汁等含有柠檬酸的果汁和可乐等軟性飲料（其中柠檬酸和磷酸是导致腐蝕的原因，碳酸則不是）被认为是引發牙齒酸蝕的因素之一。 此外，葡萄酒已被证明可以腐蚀牙齿，因為葡萄酒的pH值會低至3.0-3.8。氯化過的游泳池的水和胃酸反流等也會侵蚀牙齒。 在患有慢性疾病的儿童中，他們服用含有酸性成分的药物也是引發牙齒腐蝕的原因之一。人們在化石中也發現有動物出現牙齿腐蚀的現象，很可能是由它們食用的酸性水果或植物所造成。

## 外部鏈接
- Saliva and Tooth Dissolution